# Gottesgabe (Neuhardenberg)

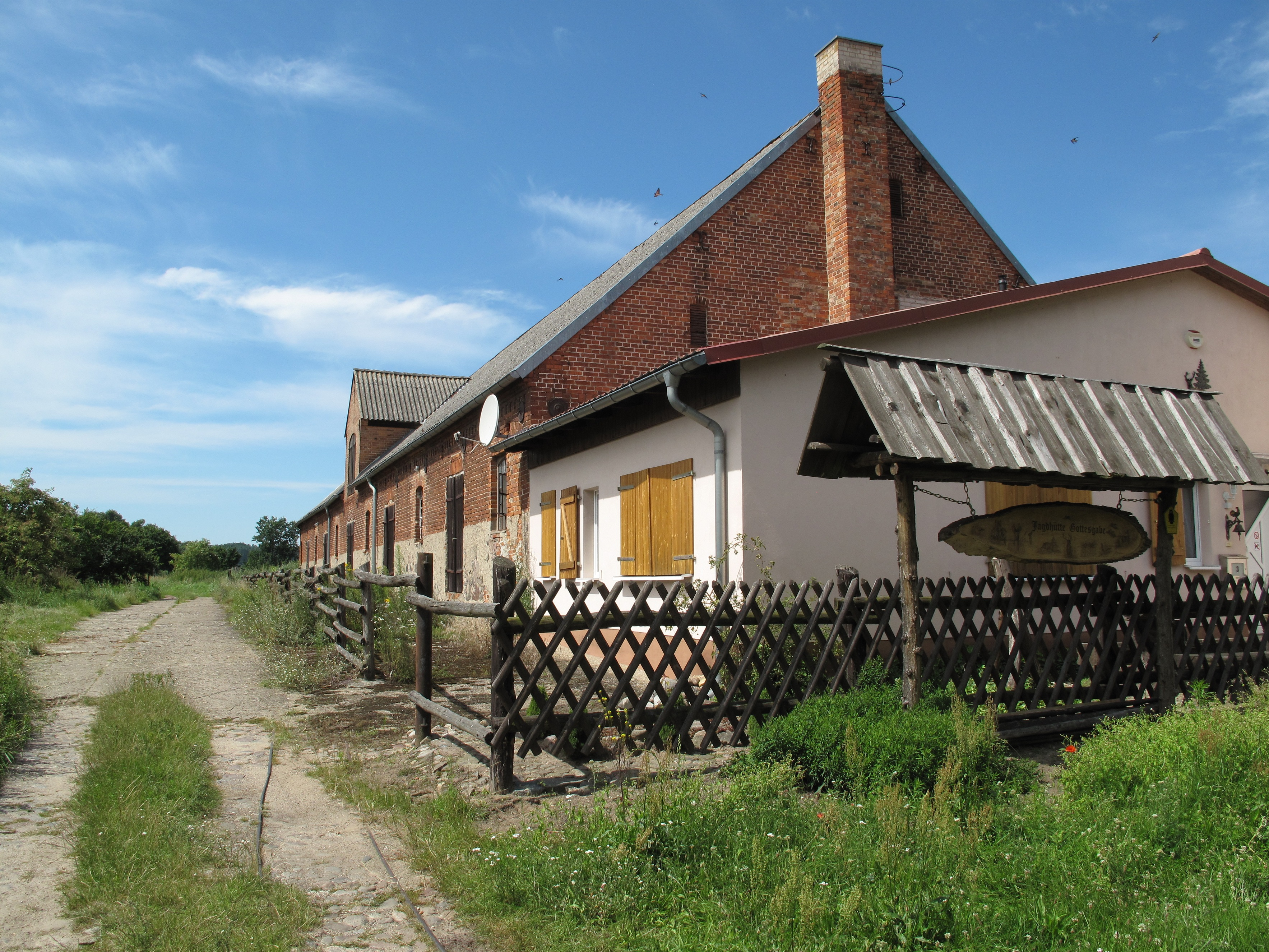
Speicher des ehemaligen Vorwerks mit Schienenresten der Feldbahn

Das Dorf Gottesgabe ist ein Teil von Altfriedland, einem Ortsteil der Gemeinde Neuhardenberg im Landkreis Märkisch-Oderland, Brandenburg. Die Amtsgeschäfte werden durch das Amt Seelow-Land getätigt. Im Jahr 2005 lebten in Gottesgabe 75 Einwohner.
Gottesgabe wurde 1304 von den Zisterzienserinnen des Klosters Friedland als Vorwerk zur Rinder- und Schafzucht gekauft. Nach der Säkularisation des Klosters in der Mitte des 16. Jahrhunderts blieb es als Landbesitz bei dem nunmehrigen Domänengut Friedland. Zur DDR-Zeit wurde es als Landwirtschaftliche Produktionsgenossenschaft (LPG) betrieben. 1990 wurde die landwirtschaftliche Nutzung eingestellt. Die wenigen verbliebenen und baufälligen Gebäude wurden seither zum Teil restauriert.

## Geographie

### Verkehrsanbindung und B 167 als angebliche Notlandebahn

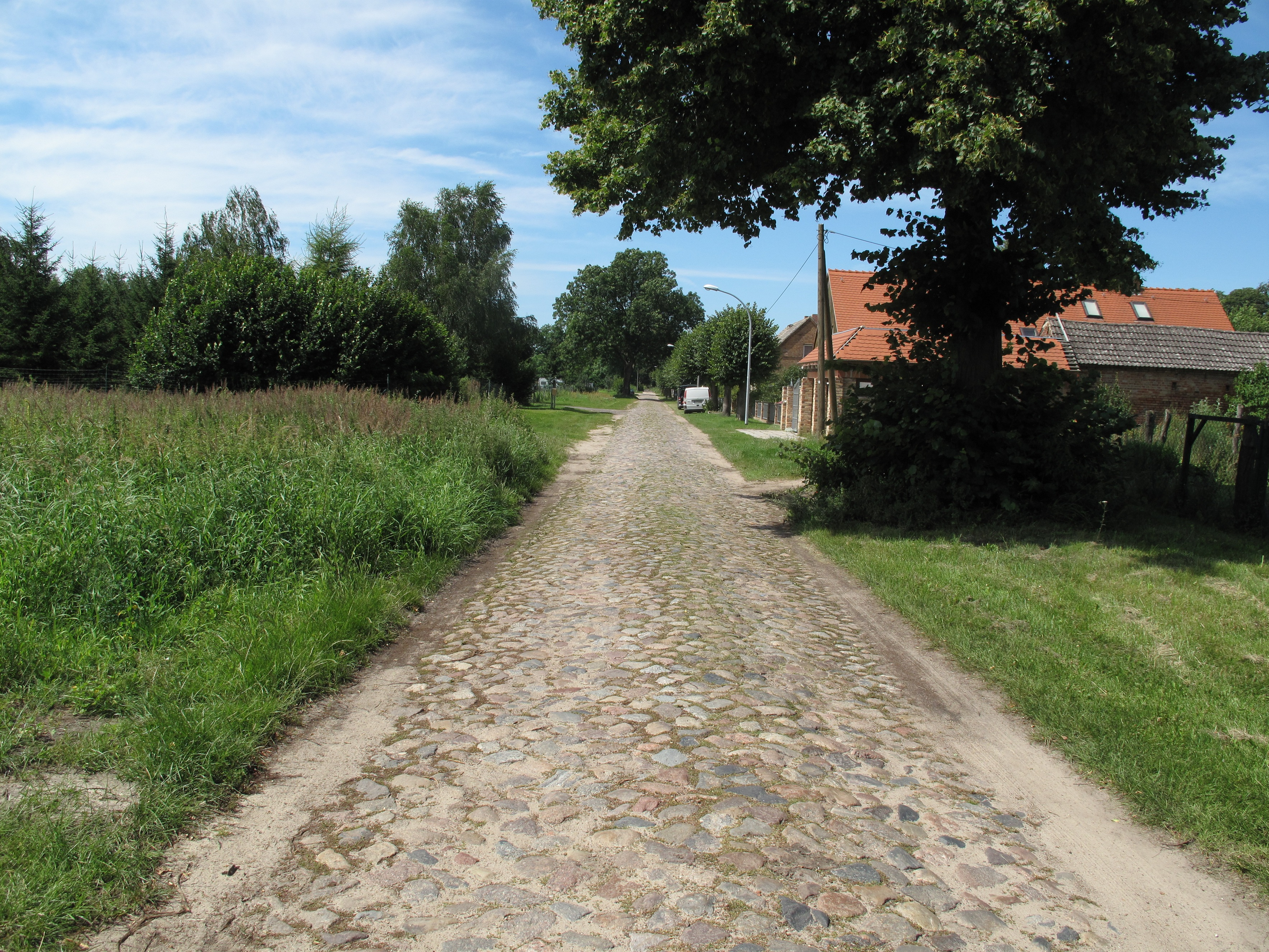
Feldsteinstraße in Gottesgabe

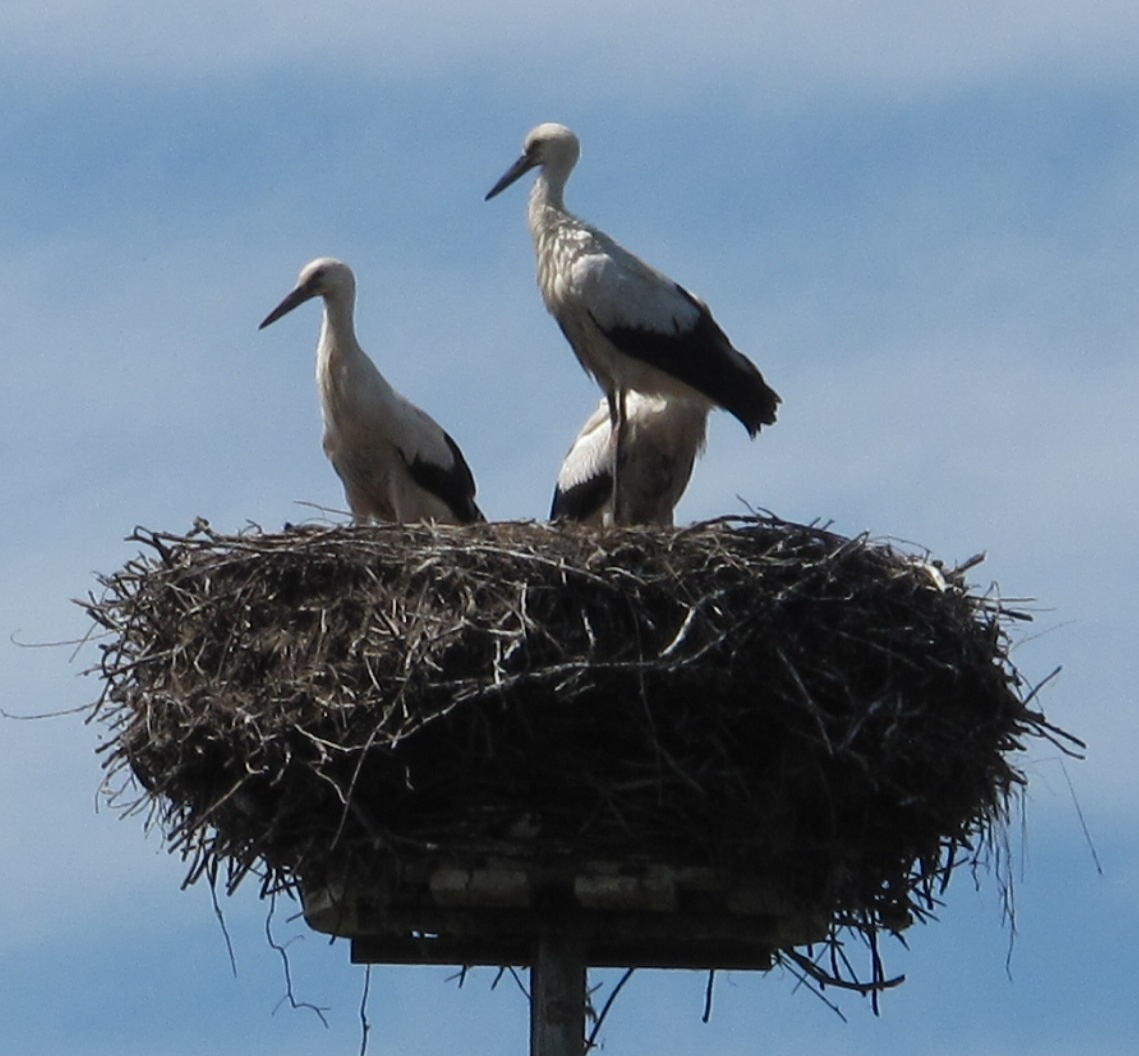
Weißstorchnest im Dorf

Das kleine Angerdorf wird von der Bundesstraße 167 passiert, die nach Nordwesten über Metzdorf nach Wriezen und nach Südosten über Altfriedland nach Neuhardenberg führt. Im Ort, abzweigend von der Bundesstraße, beginnt zudem die Landesstraße 34, die Gottesgabe über Neufriedland und Grube an Neutrebbin anbindet. Im Westen folgt als nächster Ort Batzlow, zu dem keine direkte Straßenverbindung besteht. Die Busverkehr Märkisch-Oderland (BMO) bindet Gottesgabe im Öffentlichen Personennahverkehr an Seelow, Jahnsfelde, Trebnitz, Neuhardenberg und Neutrebbin an. Die Buswendeschleife an der Bundesstraße wurde 2012 erneuert. Im Zuge der Arbeiten wurde zur Verkehrsberuhigung eine neue Verkehrsinsel angelegt. Die Gesamtkosten für diese Maßnahmen lagen bei rund 170.000 Euro.
Die schnurgerade Teilstrecke der heutigen B 167 zwischen Gottesgabe und Altfriedland diente als Notlandebahn für Flugzeuge der DDR-Regierungsstaffel (TG-44), die in Marxwalde (heute Neuhardenberg) stationiert war. Sicher ist, dass die NVA 1957 mit einer Garnison und dem Transportfliegergeschwader 44 (TG-44) am Ortsrand Marxwaldes einzog. Seit 1960 war das Jagdfliegergeschwader 8 der LSK/LV auf dem Flugplatz Neuhardenberg stationiert.

### Naturraum
Der Ort liegt am Westrand des Oderbruchs und am Nordostausgang der glazialen Buckower Rinne (auch: Löcknitz-Stobber-Rinne), die die Hochflächen Barnim und Lebuser Land trennt. Diese rund 30 Kilometer lange und zwei bis sechs Kilometer breite Rinne entwässert vom Niedermoor- und Quellgebiet Rotes Luch über Stobberbach/Löcknitz nach Südwesten zur Spree und über den Stobber nach Nordosten zur Oder. Östlich von Gottesgabe folgen das Europäische Vogelschutzgebiet Altfriedländer Teich- und Seengebiet mit dem Klostersee, dem zentralen Kietzer See und dem Mündungsbereich des Stobbers in den Friedländer Strom, einen Teil der Alten Oder. Nördlich des Dorfkerns liegt ein kleiner See, von dem ein Graben zum Batzlower Mühlenfließ führt, das die kleineren Seen im westlich von Gottesgabe liegenden Landschaftsschutzgebiet Büchnitztal-Batzlower-Mühlenfließ zum Friedländer Strom entwässert. Das Gebiet ist zudem mit 290 Hektar als Natura-2000-Gebiet (FFH-Richtlinie) ausgewiesen. Eingebettet in die für diesen Teil des Oderbruchs typische Agrar- und Felderlandschaft, schließen sich südlich/südwestlich die Ausläufer der Ringenwalder Heide mit den rund 48 Meter hohen Jahnbergen an, mit denen der Barnim zum Oderbruch ausläuft. Gottesgabe liegt auf einer Höhe von rund 10, der östlich folgende Klostersee von rund 5 Metern über Normalnull. Die Revierförsterei Neuhardenberg hat ihren Sitz in Gottesgabe.

## Geschichte
Im Mai 1998 wurde Altfriedland mit seinem Teil Gottesgabe in die Gemeinde Neuhardenberg eingegliedert. Friedland wurde zur besseren Unterscheidung in Altfriedland umbenannt, als Ende des 18./Anfang des 19. Jahrhunderts Neufriedland als Kolonie Friedlands gegründet wurde.

### Ersterwähnungen und Namensgebung
Während Altfriedland bereits 1271 als Vredeland (befriedetes Land) urkundlich erwähnt wird, ist Gottesgabe erstmals 1305 unter der Bezeichnung Godesgave   verzeichnet. In der Urkunde vom 1. Januar 1305 bestätigte Markgraf Hermann (Mitregent seines Cousins Otto IV.) den Zisterzienserinnen des Klosters Friedland den Erwerb des Landbesitzes. Adolph Friedrich Riedel hat die Urkunde im Codex diplomaticus Brandenburgensis (Erster Hauptteil, Band XII) unter der Überschrift wiedergegeben:
- Markgraf Hermann bestätigt dem Kloster Friedland Besitzungen an der Stobber, welche das Kloster während des Markgrafen Abwesenheit in Böhmen von denen von Rochlitz erworben hat.

Darin heißt es zum Verkauf von Guntheri Henrici junioris de Rochlitz:
- […] et fua relicta hereditatem et feudum omnium bonorum fuorum vulgariter G o d e s g a v e nuncupatorum juxta fluuium Stobero sitorum cum pertinencijs ac prouentibus universis scilicet in agris cultis et incultis […].[12]

Gustav Abb gibt als Jahr des Kaufs 1304 an und nennt als Kaufsumme für sämtliche in der Urkunde aufgeführten Rochlitz'schen Besitzungen 245 Mark Brandenburgisches Silber. Nach der Säkularisation des Klosters in der Mitte des 16. Jahrhunderts findet sich in einem Dokument von 1587 die Erwähnung einer Schäferei in der Gottes-Gabe. 1861 wird ein Vorwerk Gottesgabe genannt. Laut Reinhard E. Fischer bezeichnet der Name Besitzungen, die das Kloster im Jahre 1305 erwarb und die offenbar als Geschenk Gottes aufgefasst wurden.

### Landgut des Frauenklosters

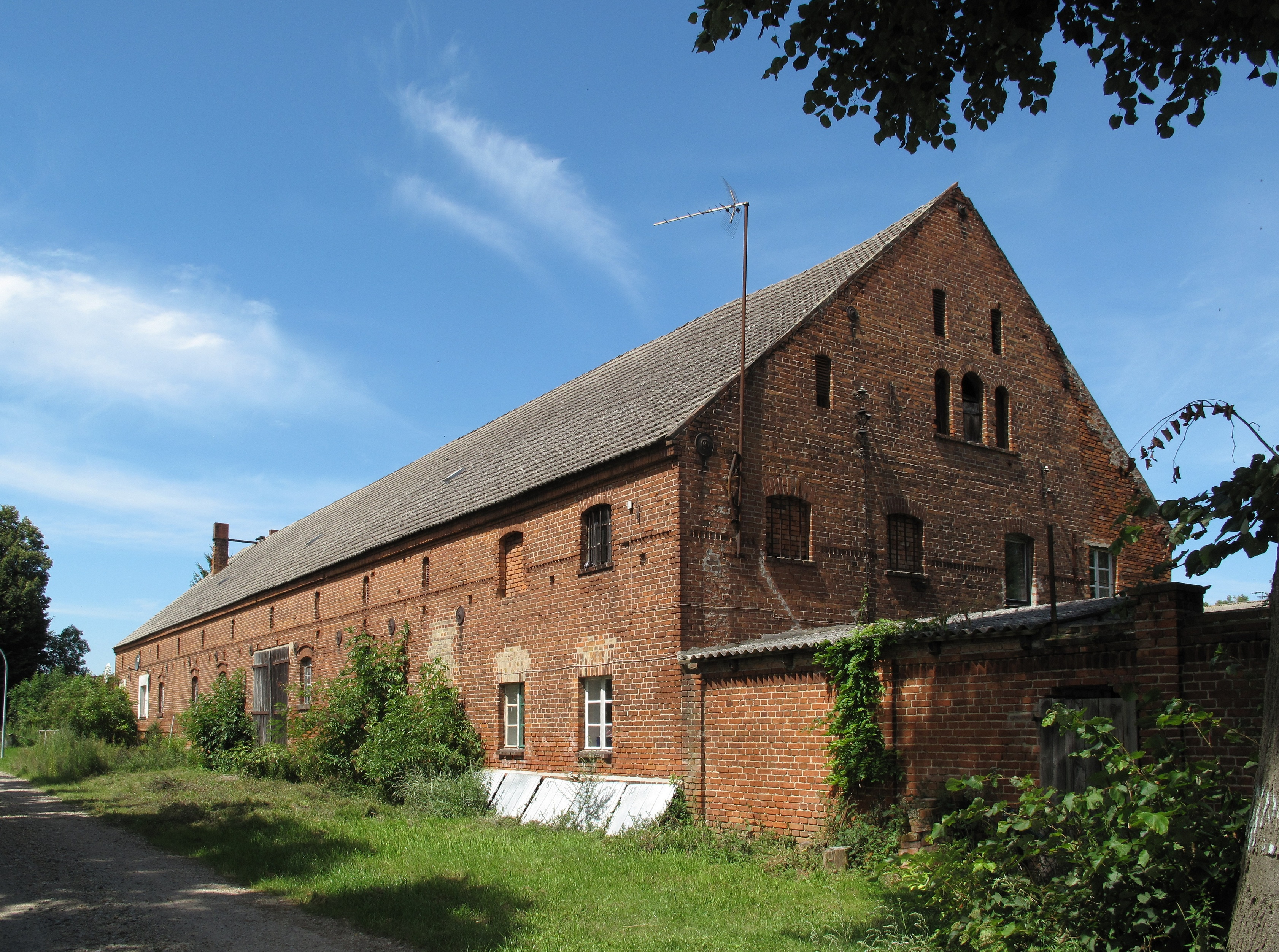
Ehemaliges Wirtschaftsgebäude

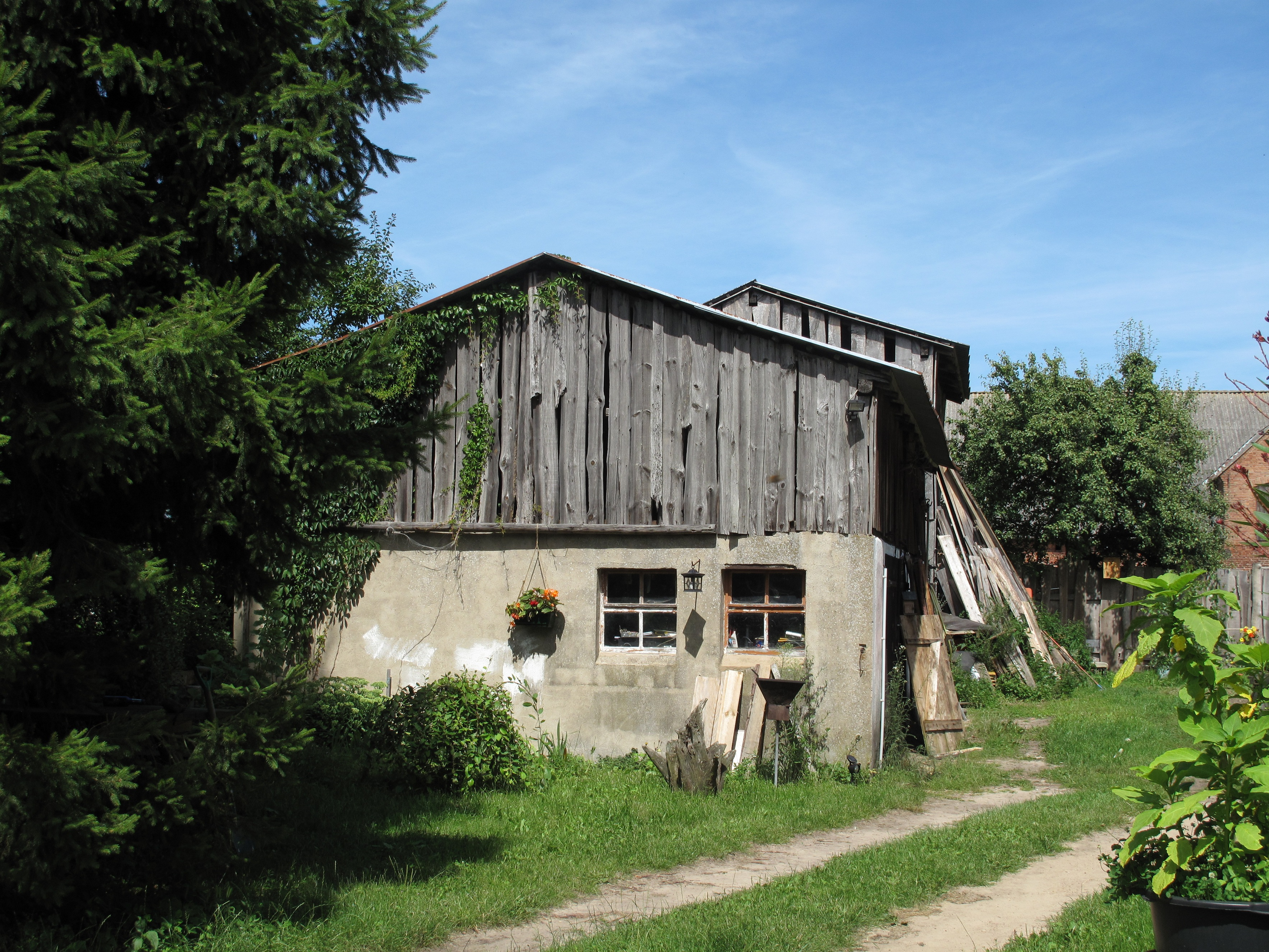
Alte Scheune

Die Nonnen des um 1250 gegründeten Klosters betrieben in Gottesgabe Rinder- und Schafhaltung – das spitzovale Siegel des Konvents stellte ein Lamm mit einem Kreuz dar. Zudem hatten sie hier sogenannte Caveln (durch Gräben unterteilte Wiesenflächen), die möglicherweise bis zum Kietzer See reichten. Eine Cavel war ein Stab mit einer eingeschnitzten Hausmarke zur Verlosung von Acker- und Wiesenstücken. Wieweit die Nonnenwinkel-Caveln reichten, ist unklar, da sich in dem versumpften Gebiet mehrere, teilweise inzwischen verschwundene Seen befanden. Die Oder durchfloss das Binnendelta des Oderbruchs ursprünglich in Mäandern, die sich mehrfach von Ost nach West verlagerten. Die letzte große Laufverlagerung fand wahrscheinlich im 13. Jahrhundert statt. Im Anschluss bildeten sich im Niederen Bruch mehrere Nebenarme und flache, weiträumige Seen heraus. Diese Seen umfassten 1751, unmittelbar vor der Melioration des Oderbruchs, für den Kietzer Sees 154 Hektar, den Faulen See bei Wriezen 92 ha im Jahr 1751 und den Großen See zwischen Bliesdorf, Alttrebbin und Altwriezen 293 ha. Erhalten blieb lediglich der Kietzer See, während der Faule und der Große See nach der Trockenlegung des Bruchs noch im 18. Jahrhundert verlandeten.

### Vorwerk nach der Reformation
1540 säkularisierte Kurfürst Joachim II. das Kloster und zog die Klostergüter ein. 1546 verpfändete Joachim II. das nunmehrige Domänengut an Balthasar von Beerfelde aus dem Adelsgeschlecht Beerfelde und 1564 verkaufte er es an den Feldmarschall Joachim von Roebel, der das Kloster zum repräsentativen märkischen Rittersitz ausbaute. Das Vorwerk Gottesgabe blieb Teil des Ritterguts. 1711 ging das Domänengut an Markgraf Albrecht Friedrich von Brandenburg-Sonnenburg, 1731 an Markgraf Carl Albrecht von Brandenburg-Sonnenburg und anschließend an Charlotte Helene von Lestwitz, die als „Frau von Friedland“ bekannt wurde. 1848 übernahm Staatsminister Graf Heinrich August von Itzenplitz den Besitz und vererbte ihn an seine Tochter Gräfin Luise, die seit 1867 mit Karl von Oppen verheiratet war (Gräfin Luise von Oppen, 1839–1901). Deren Nachkommen aus dem Haus Oppen führten das Gut auch in den nachfolgenden Jahrzehnten.
1587 verfügte das Vorwerk über rund 700 Schafe und 60 Rinder. Um 1700 bestand das Landgut aus Meierhaus (Milchhof), Ochsenstall, Scheune, Schäferhaus, Schafstall, Speicher, Brunnen und vier Gärten. Auch zu dieser Zeit bestand die Haupterwerbsquelle in der Schafhaltung. Zwischen 1792 und 1860 wurde das Vorwerk um sieben Wohnhäuser, 18 Wirtschaftsgebäude und eine Brennerei erweitert. 1860 lebten hier 120, um 1900 113 Personen. 1880 fiel das Vorwerk einem Feuer zum Opfer. Wiederaufgebaut, brannten 1892 und 1900 erneut einzelne Gebäude wie Viehställe, die Schäferei und drei Scheunen ab. Um das Einbringen der Ernte auf den schlammigen Böden zu erleichtern, ließ die Herrschaft Friedland eine befestigte Trasse mit Feldbahngleisen verlegen; die Feldbahn wurde in der Regel von Pferden gezogen. Zudem wurde eine Drehscheibe angelegt, die mit mehreren Abzweigungen den Richtungswechsel der Loren ermöglichte. Reste der Gleisanlage und eine Drehscheibe sind in Gottesgabe noch erkennbar. Vom Vorwerk blieben eine langgestreckte Scheune und mehrere baufällige Wirtschaftsgebäude erhalten. Das beschädigte Gutshaus wurde nach dem Krieg abgetragen.

### Bodenreform 1946 und Solarparkplanung 2010

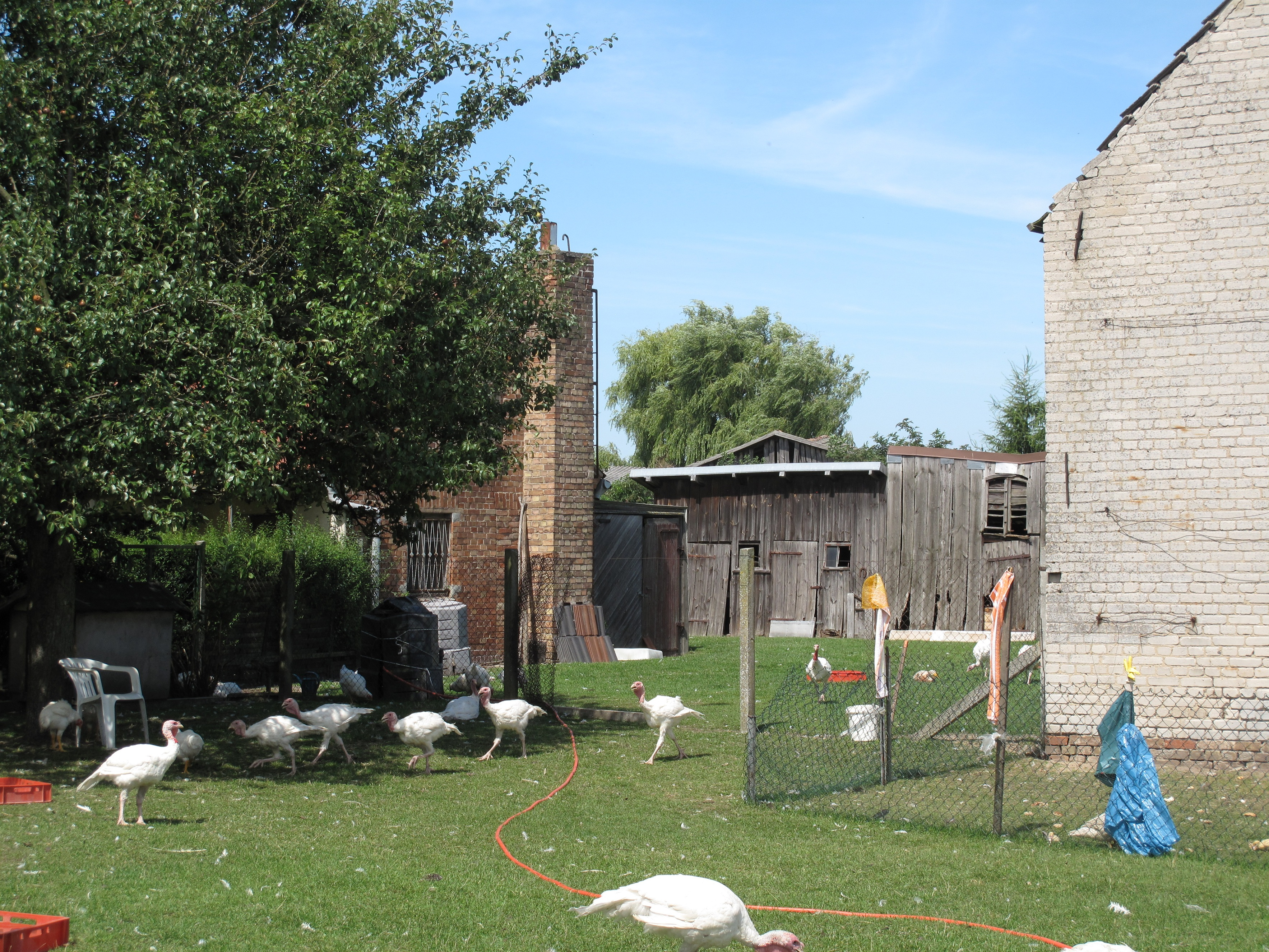
Heutiger Farmbetrieb

Während des Zweiten Weltkriegs waren in Gottesgabe kriegsgefangene Zwangsarbeiter untergebracht. Im Zuge der Bodenreform ließ die Sowjetische Militäradministration in der Sowjetischen Besatzungszone (SBZ) in Altfriedland einschließlich der Vorwerke 700 Hektar landwirtschaftlicher Nutzfläche enteignen und aufteilen. Davon gingen 272 Hektar an 36 Umsiedlerfamilien. In der sogenannten „Kollektivierungsphase“ der DDR zwischen 1952 und 1960 mit dem staatlich organisierten Zusammenschluss von privaten Betrieben zu genossenschaftlichen Großbetrieben entstanden zwei Landwirtschaftliche Produktionsgenossenschaften (LPG), die sich 1963 zusammenschlossen und mit 144 Mitgliedern 1.300 Hektar betreuten. Nach der Deutschen Wiedervereinigung 1990 wurde die LPG aufgelöst. Das seither nicht mehr bewirtschaftete Vorwerk wurde in den späteren Jahren teilweise modernisiert und restauriert.
Im Juni 2005 feierten die verbliebenen 75 Einwohner das 700-jährige Bestehen Gottesgabes am Dorfteich. Im Juli 2010 wurde im Handelsregister beim Amtsgericht Frankfurt (Oder) die Solarpark Gottesgabe Verwaltungs UG (haftungsbeschränkt) mit Sitz in Neuhardenberg eingetragen. Die Firma plant auf den Ackerflächen nordöstlich von Gottesgabe einen 144 Hektar umfassenden Solarpark mit einer Photovoltaikanlage. Der Besitzer der Flächen, ein Landwirtschaftsbetrieb, hat 2010 erste Absprachen zur Verpachtung des als minderwertig geltenden Ackers mit der Solarparkfirma getroffen. Trotz der damit verbundenen Eingriffe in die Natur und Umwelt stimmte die Gemeindevertretung dem Bau, vor allem wegen der zu erwartenden Einnahmen aus der Gewerbesteuer, geschlossen zu.:

„Nach Vorlage des Umweltberichtes zeige sich, dass die Fläche durch die Bepflanzung und Begrünung ökologisch aufgewertet wird. Geplant seien neben Hecken auch Obstgehölze als Angebot für Tiere. Die Untersuchungen hätten ergeben, dass Tiere in ihrem Lebensraum nicht beeinträchtig würden. Für Kleintiere wird eine Bodenfreiheit von zehn Zentimetern gesichert.“

Im Jahr 2012 schien das Vorhaben gescheitert zu sein. Jedoch übernahm 2018 die EnBW die Projektrechte und baute zwischen März 2021 und Februar 2022 den Solarpark auf einer Fläche von 133 Hektar.